# Fabian von Lukowitz
Fabian Sebastian Karl von Lukowitz (auch: Lukowicz, * 15. Januar 1780 in Kossabude, Kreis Konitz; † 28. September 1846 in Stettin) war ein preußischer Generalleutnant.

## Leben

### Herkunft
Seine Eltern waren der Herr auf Kossabude Ignatz Felix von Lukowitz (* 29. August 1738) und dessen Ehefrau Agnes, geborene von Glisziska.

### Leben
Lukowitz war 1793/94 Schüler in Konitz und besuchte anschließend das Kadettenhaus in Kulm. Als Portepeefähnrich trat er am 4. März 1796 in das Infanterieregiment „von Kunheim“ der Preußischen Armee ein. Er avancierte im September 1798 zum Sekondeleutnant und nahm während des Vierten Koalitionskriegs an den Kämpfen bei Auerstedt sowie bei Prenzlau teil. Nach der dortigen Niederlage entkam er der Gefangennahme. Am 1. Dezember 1806 wurde Lukowitz in das neuerrichtete Füsilier-Bataillon „von Möller“ einrangiert und nahm an der Verteidigung von Kolberg teil. 
Nach dem Krieg wurde er am 6. September 1807 zunächst zum Premierleutnant befördert und am 20. August 1808 in das Kolbergische Grenadier-Regiment einrangiert. Dort wurde er am 1. Oktober 1811 Stabskapitän sowie am 12. Juni 1813 Kapitän und Kompaniechef. Während der Befreiungskriege kämpfte Lukowitz in den Schlachten bei Großgörschen, Bautzen, Dennewitz, Leipzig, Laon, Ligny, Belle Alliance sowie in den Gefechten bei Colditz, Compiegne, Namur und den Belagerungen von Wittenberg, Hertogenbusch, Antwerpen, Soissons, Landrecies, Philippeville und Givet. Bei Bautzen wurde Lukowitz verwundet und mit dem Eisernen Kreuz II. Klasse ausgezeichnet. Für Ligny erhielt Lukowitz das Kreuz I. Klasse. Außerdem wurde er am 16. März 1814 zum Major befördert.
Nach dem Krieg wurde Lukowitz am 30. März 1821 Oberstleutnant und am 30. März 1827 Oberst. Am 30. März 1828 beauftragte man ihn mit der Führung des 2. Infanterie-Regiments „Kronprinz“ und ein Jahr später folgte seine Ernennung zum Regimentskommandeur. Daran schloss sich am 30. März 1835 mit seiner Beförderung zum Generalmajor die Ernennung zum Kommandeur der 2. Infanterie-Brigade an. In dieser Stellung wurde ihm am 30. September 1835 der russische Sankt-Stanislaus-Orden I. Klasse verliehen. Unter Verleihung des Charakters eines Generalleutnants sowie des Sterns zum Roten Adlerorden II. Klasse mit Eichenlaub wurde Lukowitz am 11. März 1843 mit der gesetzlichen Pension zur Disposition gestellt. Er zog nach Stettin und starb dort am 28. September 1846.
Der Kommandierende General von Wrangel schrieb 1840 in seine Beurteilung: „Mit unübertreffbarem Eifer und praktischer Dienstkenntnis steht er in seinem gegenwärtigen Posten gut vor. Die Brigade führt er auf dem Exerzierplatz mit Umsicht und Sicherheit, doch bei den Manövern verwendet er die Truppen nicht immer dem Terrain und dem Gefechtsverhältnis gemäß. Bei wenig wissenschaftlicher Bildung, aber sehr richtiger Urteilskraft und festem Charakter besitzt er die allgemeiner Liebe und Achtung, zu höherem Posten ist er aber nicht befähigt.“

### Familie
Lukowitz heiratete am 19. April 1820 in Schwirsen Henriette Philippie Christine von Brockhusen (* 1. Mai 1797; † 13. Dezember 1827) aus dem Haus Zoldekow. Das Paar hatte folgende Kinder:
- Heinrich August Karl Anton (* 11. April 1821), Sekondeleutnant
- Henriette Klara Luise Alwine (* 10. Dezember 1827) ⚭ Friedrich Wilhelm Heinrich von Brockhusen (* 21. Juni 1805; † 18. Oktober 1875)[4]

Nach dem Tod seiner ersten Frau heiratete er am 30. Juni 1829 auf Rieht bei Luckau Friederike Antoinette Julie Karoline Eleonore von Bülow (* 1799; † 14. Dezember 1864). Das Paar hatte folgende Kinder:
- Friedrich (* 2. Mai 1830), Referendar
- Karl Friedrich Georg (* 22. August 1832), Oberstleutnant a. D.
- Luise Friederike Julie Eleonore (* 19. November 1833; † 8. Dezember 1874) ⚭ Otto Magnus von Gottberg (* 26. November 1820; † 30. Juni 1890)[5]
- Karl Friedrich Kurt (* 1. November 1836; † 9. Oktober 1893), Major a. D., Bataillonskommandeur im 26. Infanterie-Regiment
- Luise (* 19. November 1838)